# Гашпар, Витор
Ви́тор Лоуса́н Раба́са Гашпа́р (порт. Vítor Louçã Rabaça Gaspar; 9 ноября 1960, Мантейгаш) — португальский экономист и политик.
Он изучал экономику в Католическом университете Португалии, получил докторскую степень по экономике в Новом университете Лиссабона.
С 1998 по 2004 он был генеральным директором по исследованиям Европейского центрального банка. После возвращения домой работал директором департамента исследований и статистики Банка Португалии и главой экономических исследований при Министерстве финансов. В 2007—2010 он возглавлял Бюро советников европейской политики при президенте Европейской комиссии Жозе Мануэле Баррозу. В июне 2011 года он был назначен на должность министра финансов в правительстве Педру Пасуша Коэлью (до июля 2013). Беспартийный.
Женат, имеет троих детей. Двоюродный брат Франсишку Лоусан, бывшего лидера Левого блока.